# Итальянско-финляндские отношения
Финляндско-итальянские отношения — двусторонние отношения между Финляндией и Италией в политической, экономической, культурной и иных сферах. Обе страны являются членами ЕС.

## История
Италия признала независимость Финляндии 27 июня 1919 года. 6 сентября 1919 года между странами были установлены дипломатические отношения. Во время Второй мировой войны Королевство Италия и Финляндия воевали на стороне стран «оси» и их союзников.
В парламентах двух стран действуют двусторонние группы дружбы.
Финляндия представлена в Италии посольством в Риме и рядом консульств (в Венеции, Милане и других городах).
Италия представлена в Финляндии посольством в Хельсинки (Itäinen Puistotie 4A) и рядом почётных консульств.

## Визиты на высшем уровне
В 2008 году президент Италии Джорджо Наполитано посетил с официальным визитом Финляндию и встретился с президентом страны Тарьей Халонен. В свою очередь, президент Саули Ниинистё посетил Италию с рабочим визитом в ноябре 2014 года, когда состоялась его встреча с президентом Джорджо Наполитано.
27—28 сентября 2017 года президент Италии Серджо Маттарелла с дочерью посетил с официальным визитом Финляндию в преддверии 100-летия её независимости. Состоялись его встречи и переговоры с президентом Финляндии Саули Нийнистё.
В сентябре 2021 года президент Финляндии Саули Ниинистё посетил Рим с официальным визитом для участия в саммите «Аррайолос». Также Ниинистё посетил Италию с визитом в октябре 2023 года. 
21—22 декабря 2024 года премьер-министр Италии Джорджа Мелони посетила Финляндию для участия в саммите Север — Юг, прошедшем в Саариселькя. Мелони объявила на саммите темы миграции и обороны приоритетными среди проблем ЕС.

## В области культуры
В Хельсинки с 1942 года действует Институт культуры Италии. В 1976 году между Финляндией и Италией было подписано соглашение о культуре. Ежегодно в октябре в Финляндии проводится неделя итальянского языка.